# 牧野宏
牧野 宏（まきの ひろし、1937年11月9日 - 1994年1月20日）は、千葉県出身の元プロ野球選手（投手）。右投右打。

## 来歴・人物
成田高等学校では投手、五番打者として活躍。1955年夏の県予選、南関東大会で3完封、5本塁打を記録。南関東大会決勝で鴻巣高を延長10回の末に破り、夏の甲子園に出場。甲子園では2回戦（初戦）で津久見高の田中喜八郎と投げ合うが、大差で完封負けを喫する。高校同期に左翼手、四番打者の平山正行（南海）がいた。
法政大学へ進学。エース、中心打者として活躍するが、東京六大学野球リーグは当時、長嶋茂雄、杉浦忠らの立大全盛期であり、法大は優勝に届かなかった。しかし1957年秋季リーグで、シーズン最優秀防御率0.19のリーグ記録を達成。打者としては立大の長嶋と1厘差の打率.332でベストテン2位となる。1958年秋季リーグでは13試合に登板して12完投、立大に次ぐ2位となり、同季のベストナインに選出されている。1959年初頭に肋膜炎に罹患、春季リーグを棒に振るが、秋季リーグで打者として復活した。リーグ通算42試合登板、22勝11敗、防御率1.19、162奪三振。
卒業後は日本石油に入社するが、佐々木吉郎、伊藤正敏ら好投手がおり、病後ということもあって一塁手としての出場が多かった。1960年の都市対抗に出場。準々決勝からは四番打者として起用されるが、準決勝で高林恒夫のいた熊谷組に敗退。
1961年に阪急に入団。実績のある右腕投手として期待され、同年は5月末から先発として起用される。しかし病の影響もあってすでに往時の力はなく、わずか1勝に終わった。1962年のシーズン途中から野手転向も模索するが、1963年には出場機会がなく、同年限りで現役引退。

## 詳細情報

### 年度別投手成績
| 年 度     | 球 団     | 登 板 | 先 発 | 完 投 | 完 封 | 無 四 球 | 勝 利 | 敗 戦 | セ 丨 ブ | ホ 丨 ル ド | 勝 率 | 打 者 | 投 球 回 | 被 安 打 | 被 本 塁 打 | 与 四 球 | 敬 遠 | 与 死 球 | 奪 三 振 | 暴 投 | ボ 丨 ク | 失 点 | 自 責 点 | 防 御 率 | W H I P |
| --------- | --------- | ----- | ----- | ----- | ----- | -------- | ----- | ----- | -------- | ----------- | ----- | ----- | -------- | -------- | ----------- | -------- | ----- | -------- | -------- | ----- | -------- | ----- | -------- | -------- | ------- |
| 1961      | 阪急      | 11    | 7     | 0     | 0     | 0        | 1     | 5     | --       | --          | .167  | 163   | 34.0     | 49       | 5           | 12       | 1     | 1        | 16       | 0     | 0        | 30    | 26       | 6.88     | 1.79    |
| 1962      | 阪急      | 14    | 0     | 0     | 0     | 0        | 1     | 0     | --       | --          | 1.000 | 123   | 29.0     | 30       | 2           | 8        | 0     | 1        | 14       | 0     | 0        | 18    | 12       | 3.72     | 1.31    |
| 通算：2年 | 通算：2年 | 25    | 7     | 0     | 0     | 0        | 2     | 5     | --       | --          | .286  | 286   | 63.0     | 79       | 7           | 20       | 1     | 2        | 30       | 0     | 0        | 48    | 38       | 5.43     | 1.57    |

### 背番号
- 11（1961年 - 1963年）